# 크레믈랭비세트르 유나이티드
크레믈랭비세트르 유나이티드(Kremlin-Bicêtre United)는 크레믈랭비세트르를 연고로 하는 프랑스의 풋살 선수단이다.

## 우승 기록
- 리그
  - 우승 (1): 2009-10

## 같이 보기
- 샹피오나 드 프랑스 드 풋살